# Сасолбург
Са́солбург (африк. Sasolburg) — город в ЮАР, административный центр района Фезиле-Даби и местного муниципалитета Метсимахоло. Название в переводе с африкаанс означает «город корпорации Сасол».

## История
Город был основан в 1954 году как место для жилья работников корпорации Sasol Limited. Экономические санкции, наложенные на ЮАР в 1960—1970-х годах из-за режима апартеида, сделали завод корпорации приоритетным объектом национального правительства, что привело к бурному росту города, превратившегося в крупный индустриальный центр. В 1980 году город стал объектом атаки Умконто ве сизве.

## Население
Согласно переписи 2001 года, в Сасолбурге проживало 24.568 человек, 70 % из которых были белыми. Рядом с Сасолбургом находится пригород Замдела, в котором со времён апартеида сосредоточены чернокожие жители, их численность по данным переписи составила 57.070 человек.